# Формация Хатрурим

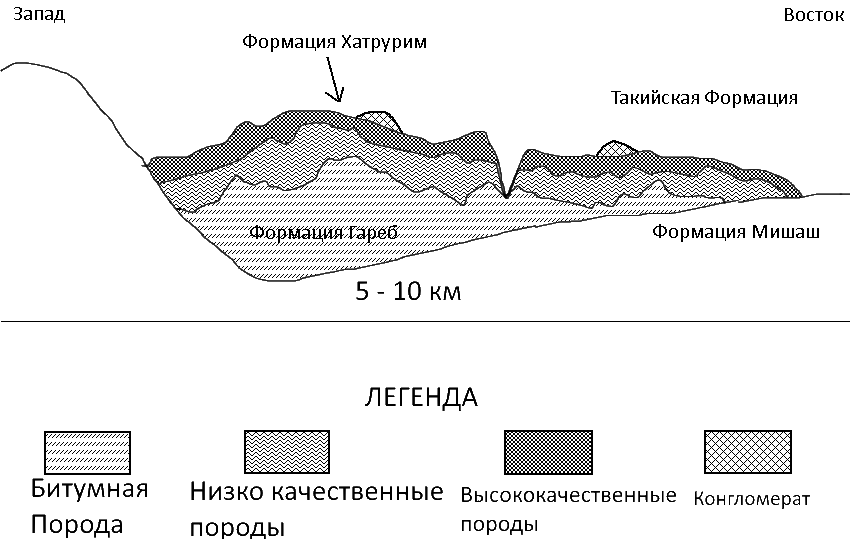
Формация Хатрурим

Формация Хатрурим (или "Пятнистая Зона", англ. Mottled Zone) — геологическая формация с обнажениями в области бассейна Мертвого Моря:  в пустыне Негев, в Иудейской пустыне, Западном берегу реки Иордан и в западной Иордании. Формация включает в себя нечистый известняк возрастом от мелового периода до эоцена, а также угленосный мел и мергель. Породы были подвержены пирометаморфизму в результате горения содержащегося в породах угля или же подстилающих залежей угля или углеводородов. Формация была названа в честь бассейна Хатрурим, который находится к западу от Мёртвого моря учеными Яаковом Бен-Тором и Акивой Фроманом в 1949 году. Формация характеризуется разнообразием редких минералов, таких как волластонит и гроссит.

## Распределение
Скальные обнажения проявляются в нескольких местах в районе Иудеи, также небольшие обнажения были обнаружены вблизи Шоссе 1 (Иерусалим - Тель-Авив), перед Кфар-Шмуэль, недалеко от Кфар-Урия и к западу от города Таркумия. Большие обнажения находятся вблизи Маале-Адумим, около крепости Гиркания, в районе Наби Муса и в Джабал Хермон (к северу от Таркумии). Самый большой раскол (несколько десятков километров) был обнаружен в долине Хатрурим. Общая площадь обнажений формации Хатрурим достигает нескольких сотен квадратных километров.

## История
Уникальные свойства пород формации привлекали внимание многих ученых в XIX и XX веках. Исследователи выдвинули несколько гипотез о том как образовались породы: извержения вулканов, особые условия, способствующие расслаиванию осадочных пород, наличие железной руды под породами или даже последствия падения метеоритов и комет.
В середине 1960-х годов группа исследователей из Еврейского университета в Иерусалиме и геологической службы Израиля, в которую входили Яаков Бен-Тор, Шуламит Гросс и Лиза Хеллер-Каллай, обнаружили, что породы формации Хатрурим имеют уникальную характеристику - их минералогический состав. Анализ пород, найденных в минералах показал наличие таких распространенных минералов как волластонит, диопсид, а также достаточно редких минералов, таких как спуррит, геленит и ларнит. Такие минералы появляются при высоких температурах, и в основном известны из мест где известняки претерпевали контактный метаморфизм с вулканическими породами, в основном с базальтом. Также, эти минералы появляются в процессе производства портландцемента, где происходят аналогичные операции, например нагревание смеси глина и мела до высоких температур - порядка 1300°C.
Гросс, Шуламит в 1977 году опубликовала исследовательскую работу, в которой она описала 123 минерала обнаруженных в формации Хатрурим. Гросс также открыла 5 новых минералов которым она дала названия (Например Бентурит, названный с честь Яакова Бен-Тора или Ялимит, названный в честь Нахал-Яэлима). Шуламит также открыла еще один минерал, но не успела описать его. Её дело было завершено Дитмаром Вебером и Адольфом Бишоффом. Минерал был назван гросситом в её честь.
Исследования формации вызывало большое недоумение: минералы, идентифицированные в формации образуются при высоких температурах, и не ясно какой источник тепла их создал, так как рядом не было обнаружено ни магмы, ни признаков вулканической активности. В других местах по всему миры, где были обнаружены такие же минералы, метаморфические породы располагаются в нескольких десятках метров от источника тепла, тогда как в формации Хатурим эти самые минералы простираются на десятки квадратных километров.

## Теория формирования
Начало разгадки тайны формации Хатрурим было положено в 1920-х годах британскими геологами Брайсом Керром (Bryce Kerr Nairn Wyllie; умер в 1952 году) и Джорджем Мартином Лисом (1955-1898). Они утверждали что метаморфизм осадочных пород произошел в результате тепла, возникающего в результате горения битума, пропитавшего горные породы. Присутствие высокотемпературных минералов убедило команду Бен-Тора в гипотезе. Ещё одним доказательством служили форма «призматических колонн», находящихся на стыке минералов и окружающих их камней. Это явление наблюдается при охлаждении горячих тел. Присутствие битума с горах недостаточно чтобы вызвать горения, а также наблюдается недостаток кислорода. Вероятно, все дело заключалось в горючих сланцах, погребенных под землей. (Позже, в 2010 году это подтвердилось, в результате их воспламенения. Горение продолжалось больше месяца.). Исследование формации, среди прочего, было сосредоточено на датировке формирования пород. Датирование было основано на методах, независимых от исходного возраста слоя породы. Исследования, проведенные профессором Джошуа Колодным показали, что породы были сформированы 16 миллионов лет назад (а также некоторые виды были сформированы 3 миллиона лет назад). Его результаты были подтверждены группой учёных во главе с Дафни Гор спустя 5 лет. Поскольку возраст пластов арабских и такийских образований намного старше (от 60 до 70 миллионов лет), ясно, что метаморфизм произошёл задолго после того, как осадочные породы этих образований были стратифицированы в море.

### Процессы горения
Воспламенения горных пород требуют нескольких условий: регулярный запас кислорода (что происходит только когда породы вступают непосредственно в контакт с поверхностью), быстрое воспламенение (иначе содержащийся внутри битум будет не гореть, а окисляться), а также образование трещин которые будут обеспечивать доступ кислорода в глубь скал. Разницу образования пород объясняет то факт, что породы выходили на поверхность не равномерно, вследствие чего горение происходило в разные периоды. Основной процесс сгорания начался с создания рифта Мёртвого моря, который вызвал процессы растрескивания и дрейфа, в ходе которых были обнажены породы, пропитанные битумом.  В результате горения образовались дополнительные трещины, из-за выделения газов ( углекислого газа и водяного пара ). Через трещины создавались воздушные камеры, а кислород внутри нее вызывал дополнительные очаги возгорания. Эти трещины в конечном итоге исчезли из-за процессов переформирования и разрушения горных пород, за исключением мест, где песок проникал в трещины. Высокая температура заставила песок преобразоваться, и это препятствовало тому, чтобы трещины закрылись. «Горячие точки» теперь можно заметить вдоль дороги Иерусалим-Иерихон На расстоянии от нескольких метров до нескольких десятков метров в виде черного оттенка, что указывает на карбонизацию органического вещества в фосфоритовых породах. В зависимости от состава минералов можно определить, что температуры, которые преобладали во время сгорания, находились в диапазоне 900-400 ° С, в то время как наличие минерального псевдоволластонита в некоторых местах указывает на наличие центров сгорания, где температура достигала 1100° С. На основании того факта, что в перфорированных породах не было обнаружено следов плавления, становится ясно, что температура не достигла 1300 ° C. Шуламит Гросс смогла добыть в лаборатории большую часть минералов, из которых состоят перфорированные породы, путем нагревания пород из Арабской и Такийской формаций до расчётной температуры конверсии. Исходя из предположений о тепловой проводимости горных пород, и установление верхних и нижних пределов для продолжительности горения, Колодный и Бург подсчитали, что в каждом центре продолжалось горение от 300 до 1000 дней. Поскольку объем метаморфических пород, появляющихся в формации Хатрурим, очень велик, ясно, что количество очагов сгорания было очень большим. Камни не сгорели ни в одном событии, но вполне вероятно, что сгорание распространилось медленно от единственного очага, который привел к растрескиванию породы, проникновению кислорода в трещины, самовозгоранию и образованию нового очага. Процесс создания всего расщепления, вероятно, занял тысячи или даже десятки тысяч лет.